# Щрасеризъм
Щрасеризъм (на немски: Strasserismus или Straßerismus) е направление на нацизма, което изисква по-радикална, масова и работническа негова форма, враждебна към евреите не от расова, етническа, културна или религиозна гледна точка, а на антикапиталистическа основа, за да се постигне национално прераждане. Името му произхожда от Грегор и Ото Щрасер, двамата братя нацисти.
За различия в стратегическите възгледи на Адолф Хитлер, Ото Щрасер е изгонен от нацистката партия (НСДАП) през 1930 г. и заминава в изгнание в Чехословакия, а Грегор Щрасер е убит в Германия на 30 юни 1934 г. по време на Нощта на дългите ножове. Щрасеризмът остава активна позиция в направленията на неонацизма.

## Братя Щрасер

### Грегор Щрасер
Грегор Щрасер (1892 – 1934) започва своята кариера в ултранационалистическата политика, като се присъединява към Freikorps, след като участва в Първата световна война. Щрасер взима участие и в Каповски пуч и формира движението Wehrverband, което се влива в НСДАП през 1921 г. Първоначално лоялен поддръжник на Хитлер, участвал в Бирения пуч и заема редица високи позиции в нацистката партия. Щрасер скоро става силен защитник на социалистическото крило на партията, като твърди, че националната революция трябва да включва и силни действия за справяне с бедността и да се стреми да се изгради подкрепа на работническата класа. След издигането на власт на Хитлер, Ернст Рьом, който оглавява Щурмабтайлунг (СА), тогава най-важното паравоенно крило на НСДАП, призовава за „втора революция“, насочена към премахване на елита от контрол. Това се противопоставя на консервативното движение, както и на някои нацисти, които предпочитат даване на нареден авторитарен режим на радикалната и разрушителна програма, предложена от левицата на партията.

### Ото Щрасер
Ото Щрасер (1897 – 1974) също е член на Freikorps, но се присъединява към Социалдемократическата партия (СПД) и се бори срещу Каповския пуч. Въпреки това, той се присъединява към нацистката партия през 1925 г., но все пак запазва своите идеи за значението на социализма. Смятан за по-радикален от брат си, Щрасер е изключен от нацистката партия през 1930 г. и създава своя собствена – Черен фронт. Щрасер бяга от Германия през 1933 г., за да живее първо в Чехословакия и след това в Канада, преди да се завърне в Западна Германия след Втората световна война. През цялото време пише за Хитлер и това, което той вижда като предателство на националсоциалистическите идеали.

## Идеология
Името „Щрасеризъм“ се прилага към формата на нацизма, която се развива около братята Щрасер. Въпреки че участват в написването на Националсоциалистическата програма от 1920 г., двамата призовават партията да се ангажира да „разбие оковите на финансовия капитал“. Това противопоставяне на „еврейския финансов капитализъм“, се споделя от самия Хитлер, който го заимства от Готфрид Фед.
Тази популистка и антисемитска форма на антикапитализъм се развива още през 1925 г., когато Ото Щрасер публикува Nationalsozialistische Briefe, в който се обсъждат понятията за класов конфликт, преразпределение на богатството и евентуален съюз със Съветския съюз. Неговата последваща революция от 1930 г. отива по-далеч, като посочва предателството на Хитлер за социалистическия аспект на нацизма, както и критикува понятието Führerprinzip. Докато Грегор Щрасер отеква много от призивите на брат си, влиянието му върху идеологията е по-малко, поради това, че остава в нацистката партия по-дълго и до ранната си смърт. Междувременно Ото Щрасер продължава да разширява аргументите си, призовавайки за разделянето на големите имоти и разработването на нещо подобно на системата на гилдията и свързаното с това създаване на кооперативна камара на Райха, да поеме водеща роля в икономическото планиране.
Затова, щрасеризмът се превръща в особено направление на нацизма, че докато се придържа към предишните нацистки идеали, като ултранационализма и антисемитизма, добавя силна критика на капитализма и го формулира в търсенето на по-социалистически подход към икономиката.
Съществува обаче спор дали щрасеризмът е различна форма на нацизма. Според историка Ян Кершоу "лидерите на СА [в това число Грегор Щрасер] нямат друга визия за бъдещето на Германия или друга политическа задача". Щрасерите подкрепят радикализацията на нацисткия режим и свалянето на германския елит, като призовават Хитлер да поеме властта на „половината революция“, която трябва да бъде завършена.

## Влияние

### В Германия
През 1970-те години на миналия век, в европейските крайнодесни групи започват да се споменават идеите на „Щрасеризма“. Щрасери в Германия започват да се появяват в рамките на Националдемократическа партия на Германия (НПД) в края на 1960-те години на миналия век. Тези щрасери изиграват водеща роля в отстраняването на Адолф фон Таден от ръководството, след което партията става по-силна.
Въпреки че първоначално е приет от НПД, шрасеризма скоро става свързан с по-периферни екстремистки фигури, по-специално Михаел Кюнен, който издава брошура от 1982 г. „Сбогом на Хитлер“, която включва силна подкрепа на идеята. Народно-социалистическото движение на Германия, маловажно екстремистко движение, което е забранено през 1982 г., приема политиката, докато неговото движение наследник, Националистическият фронт, прави същото и с програмата си от 10 точки, призоваваща за „революция“ и „антикапиталистическа социална революция“, за да подчертае своята подкрепа за идеята. Свободната германска работническа партия също се придвижва към тези идеи под ръководството на Фридхелм Бус в края на 1980-те години.

### В Обединеното кралство
Щрасеризмът се появява в Обединеното кралство в началото на 1970-те и се съсредоточава върху публикацията на Националния фронт, Britain First, чиито основни автори са Дейвид МакКалдън, Ричард Лоусън и Денис Пири. Като се противопоставят на ръководството на Джон Тиндъл, те образуват съюз с Джон Рийд и в крайна сметка го последват в Националната партия (НП). НП призовава британските работници „да се възползват от правото на труд“ и предлагат доста справедлива икономическа политика. Независимо от това, НП не успява да продължи много дълго.
Идеята е възстановена в НФ от Андрю Бронс в началото на 1980-те години, когато той решава да направи идеологията на партията по-ясна. Щрасеризмът обаче скоро става маловажен за радикалите на Официалния национален фронт, като Ричард Лоусън има задкулисна роля, за да помогне за насочването на политиката.